# Crénides
41°1′17″N 24°17′26″E / 41.02139, 24.29056

Mapa con algunas de las principales colonias griegas en la antigua Tracia. Crénides se sitúa al noroeste de Neápolis.

Crénides (en griego, Κρηνἱδες) fue una antigua ciudad griega de Tracia.
Fue fundada por colonos procedentes de Tasos en 360 a. C. cerca del monte Pangeo en Macedonia oriental. Obtuvo su nombre a causa de la presencia de manantiales en la zona; también se hallaban minas de oro en sus inmediaciones. La pequeña colonia, amenazada por las tribus tracias vecinas, y probablemente en conflicto con su metrópoli, llamó en 356 a. C. al rey de Macedonia Filipo II en su socorro. Este procedió a la refundación de la ciudad, que rebautizó a partir de su propio nombre, Filipos.
Apiano relaciona a Crénides con Dato puesto que señala que fueron dos nombres de la misma ciudad, siendo Crénides el más antiguo.
El nombre de Crénides fue retomado por una ciudad vecina del sitio antiguo de Filipos, construida en 1922 para acoger a los refugiados de Asia Menor.